# Serica pilosa
Serica pilosa är en skalbaggsart som beskrevs av Shuhei Nomura 1971. Serica pilosa ingår i släktet Serica och familjen Melolonthidae. Inga underarter finns listade i Catalogue of Life.